# Brenda Villa
Brenda Villa (Los Angeles, 18 aprile 1980) è un'ex pallanuotista statunitense, vincitrice di una medaglia d'oro ai giochi olimpici di Londra 2012, di due medaglie d'argento ai giochi olimpici di Sydney 2000 e Pechino 2008, e di una medaglia di bronzo ad Atene 2004.